# Manik Rejo
Manik Rejo is een bestuurslaag in het regentschap Pasuruan van de provincie Oost-Java, Indonesië. Manik Rejo telt 1742 inwoners (volkstelling 2010).